# Ivan Hajek
Pour les articles homonymes, voir Hájek.
Ivan Hajek, né en 1962 à Prague, est un accordéoniste et compositeur de musique tchèque.

## Biographie
Ivan Hajek apprend le violon à cinq ans, et l'accordéon à huit ans. Après son baccalauréat, il fait une école de commerce combinée à une formation de chef des ventes, avant de passer en Occident, en rébellion avec la carrière qui avait été tracée pour lui. Il s'inscrit dans le cours privé de Georg Schwenk (de).
Il se produit souvent en tant que musicien des rues à Munich ou à Nuremberg, ainsi qu'en concert en salle. À côté des prestations en public seul ou avec d'autres musiciens, il compose pour le ballet. Il prend part à la musique de 52 films ou séries de différents genres comme la série télévisée policière allemande Tatort ou le drame hollywoodien Julie Walking Home (en).

## Discographie partielle
- Ameria – Euere Eminenz
- Under the antarctic
- Lajla
- Hajek Live im Club
- Planet der Perlen
- Inga & Ivan
- Blue Haze
- Weihnachten mit Ivan
- News

## Filmographie partielle

### Compositeur
- Le Défi
- Die Friseuse